# 島根県道・広島県道114号今福芸北線
島根県道・広島県道114号今福芸北線（しまねけんどう・ひろしまけんどう114ごう いまふくげいほくせん）は、島根県浜田市から広島県山県郡北広島町に至る一般県道である。

## 概要
島根県浜田市金城町今福から広島県山県郡北広島町荒神原（こうじんばら）に至る。

### 路線データ
- 起点：島根県浜田市金城町今福（島根県道・広島県道5号浜田八重可部線交点）
- 終点：広島県山県郡北広島町荒神原（亀山交差点、国道186号交点、広島県道307号八幡雲耕線終点）
- 通行不能区間：島根県浜田市金城町小国（緑資源幹線林道（雲月トンネル経由）で迂回可能）
- 冬期通行不能区間：島根県浜田市金城町小国 - 広島県山県郡北広島町土橋（約2.3 km、12月15日 - 翌年3月15日）

## 歴史
- 1993年（平成5年）5月11日 - 建設省から、県道今福戸河内線の一部を旭戸河内線として主要地方道に指定される[1]。
- 1994年（平成6年）4月1日 - 路線認定。

前身は島根県道・広島県道114号今福戸河内線。主要地方道である島根県道・広島県道11号旭戸河内線昇格に伴い一部区間を本路線に認定。

## 路線状況
起点 - 島根県浜田市金城町小国の金城カントリークラブ南側付近は建設途中で放棄された国鉄今福線が並行する予定だった。
島根・広島県境付近は道幅が狭く、大型車は通行困難である。

### 重複区間
- 島根県道52号弥栄旭インター線（島根県浜田市金城町小国）
- 島根県道・広島県道113号都川中野線（広島県山県郡北広島町草安）

## 地理

### 通過する自治体
- 島根県
  - 浜田市
- 広島県
  - 山県郡北広島町

### 交差する道路
| 交差する道路                                                                                         | 都道府県名 | 市町村名 | 市町村名 | 交差する場所           | 交差する場所      |
| --- | ---------- | -------- | -------- | ---------------------- | ----------------- |
| 島根県道・広島県道5号浜田八重可部線 島根県道・広島県道7号浜田作木線 重複 島根県道41号桜江金城線 重複 | 島根県     | 浜田市   | 浜田市   | 金城町今福             | 起点              |
| 島根県道52号弥栄旭インター線 重複区間起点                                                            | 島根県     | 浜田市   | 浜田市   | 金城町小国             |                   |
| 緑資源幹線林道                                                                                       | 島根県     | 浜田市   | 浜田市   | 金城町小国             |                   |
| 通行不能区間                                                                                         |            |          |          |                        |                   |
| 島根県道52号弥栄旭インター線 重複区間終点                                                            | 島根県     | 浜田市   | 浜田市   | 金城町小国             |                   |
| 島根県道・広島県道113号都川中野線 重複区間起点                                                       | 広島県     | 山県郡   | 北広島町 | 草安                   |                   |
| 島根県道・広島県道113号都川中野線 重複区間終点                                                       | 広島県     | 山県郡   | 北広島町 | 草安                   |                   |
| 国道186号 広島県道307号八幡雲耕線                                                                    | 広島県     | 山県郡   | 北広島町 | 荒神原（こうじんばら） | 亀山交差点 / 終点 |

### 沿線
- 浜田市立今福小学校
- 金城カントリークラブ
- かなぎウェスタンライディングパーク
- 雲月山 - 911 m
- 雲月山キャンプ場
- 広島畜産開発事業団俵原牧場